# راهدار السفلى (الريف الغربي)
راهدار السفلى (بالفارسية: راهدار سفلی) هي منطقة سكنية تقع في إيران في قسم الريف الغربي الريفي. يقدر عدد سكانها بـ 111 نسمة .